# 栃木県道65号鹿沼下野線

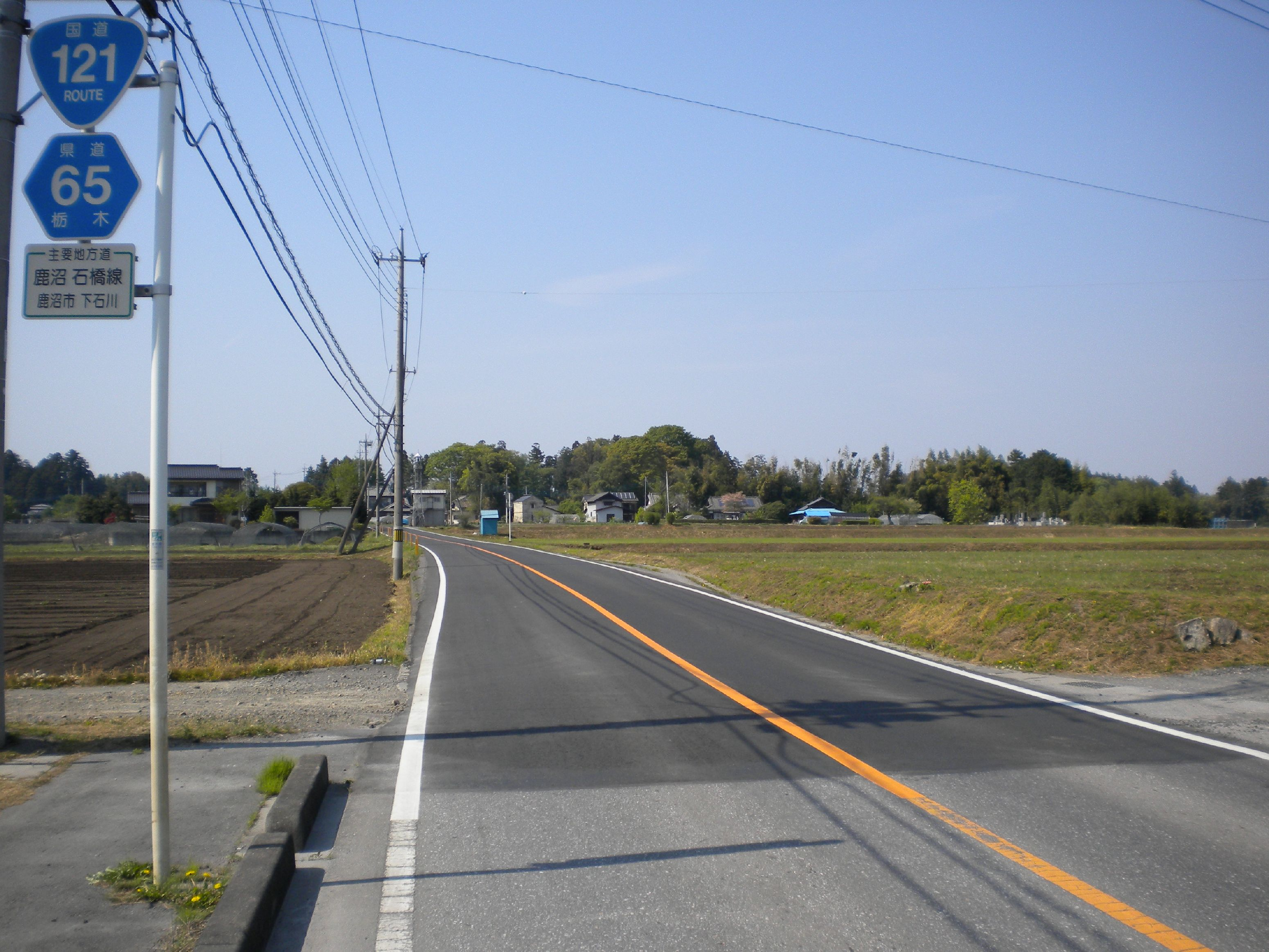
鹿沼市下石川付近
（国道121号との重複区間）

栃木県道65号鹿沼下野線（とちぎけんどう65ごう かぬましもつけせん）は、栃木県鹿沼市から下野市に至る県道（主要地方道）である。

## 概要
東北自動車道鹿沼インターチェンジの西方にある鹿沼市上石川交差点から、下都賀郡壬生町を経由して下野市までを結ぶ路線。終点は2013年12月までは下野市石橋（国道4号石橋交差点）であったが、石橋第三工業団地および下野市笹原・小金井方面へ認定区間が延長された。笹原 - 小金井間は未開通ながら整備計画としての認定である。
起点の上石川から壬生町安塚までの区間は国道121号との重用区間となっている。下野市新田上交差点から南の区間は東を並走する国道4号を補完する道路として位置づけられており、前述の通り現在の建設済み区間の南端である下野市笹原からさらに小金井（2013年時点で下野市役所が位置する箇所）方面へ都市計画道路3・4・801号（小金井西通り）として延伸される計画がある。

### 路線データ
- 総延長：15.815 km[3]
- 実延長：9.583 km[3]
- 起点：栃木県鹿沼市上石川（上石川交差点 = 国道121号・栃木県道6号宇都宮楡木線交点）
- 終点：栃木県下野市小金井2864-1（小金井北交差点 = 国道4号交点）
  - 共用区間の終点：栃木県下野市笹原（栃木県道183号下野壬生線交点）
- 認定：1983年（昭和58年）1月17日

## 歴史
- 1961年（昭和36年）4月1日 - 一般県道石橋鹿沼線として認定。
- 1983年（昭和58年）1月17日 - 主要地方道鹿沼石橋線として認定。
- 1993年（平成5年）5月11日 - 建設省から、県道鹿沼石橋線が鹿沼石橋線として主要地方道に指定される[4]。
- 2013年（平成25年）12月19日 - 石橋高校南交差点-石橋交差点区間が下野市道1-5号線へ移管。石橋高校南-第三工業団地入口交差点-下大領間の既設市道1-6号線および栃木県道183号下野壬生線（旧笹原壬生線）バイパスとして建設されていた下大領 - 笹原間、未開通区間である笹原 - 小金井間（都市計画道路3・4・801号）が本県道に編入[5][1]。
- 2013年（平成25年）12月20日 - 告示改正により鹿沼下野線に改称[6]。

## 路線状況

### 重複区間
- 国道121号（鹿沼市・上石川交差点、起点 - 下都賀郡壬生町安塚・淀橋南交差点）
- 栃木県道3号宇都宮亀和田栃木線（下都賀郡壬生町上田交差点 - 安塚・淀橋南交差点）
- 栃木県道71号羽生田上蒲生線（下野市下古山 地内）

## 地理

### 通過する自治体
- 鹿沼市
- 下都賀郡壬生町
- 下野市

### 交差する道路
- 国道121号・栃木県道6号宇都宮楡木線（鹿沼市上石川交差点から下都賀郡壬生町安塚・淀橋南交差点まで重複区間）
- 栃木県道155号羽生田鶴田線（鹿沼市下石川交差点）
- 栃木県道3号宇都宮亀和田栃木線・栃木県道172号上田壬生線（下都賀郡壬生町上田交差点）
- 国道121号（栃木県道3号宇都宮亀和田栃木線 重複）・栃木県道2号宇都宮栃木線（下都賀郡壬生町安塚・淀橋南交差点）
- 栃木県道184号安塚雀宮線（下都賀郡壬生町安塚交差点）
- 栃木県道132号安塚停車場線（下都賀郡壬生町安塚）
- 栃木県道71号羽生田上蒲生線（下野市下古山）
- 栃木県道71号羽生田上蒲生線（下野市下古山）
- 国道352号（下野市下石橋・石橋第三工業団地入口交差点）
- 栃木県道183号下野壬生線（下野市笹原）
- 栃木県道44号栃木二宮線（下野市小金井）※未開通区間における交差予定道路

## ギャラリー

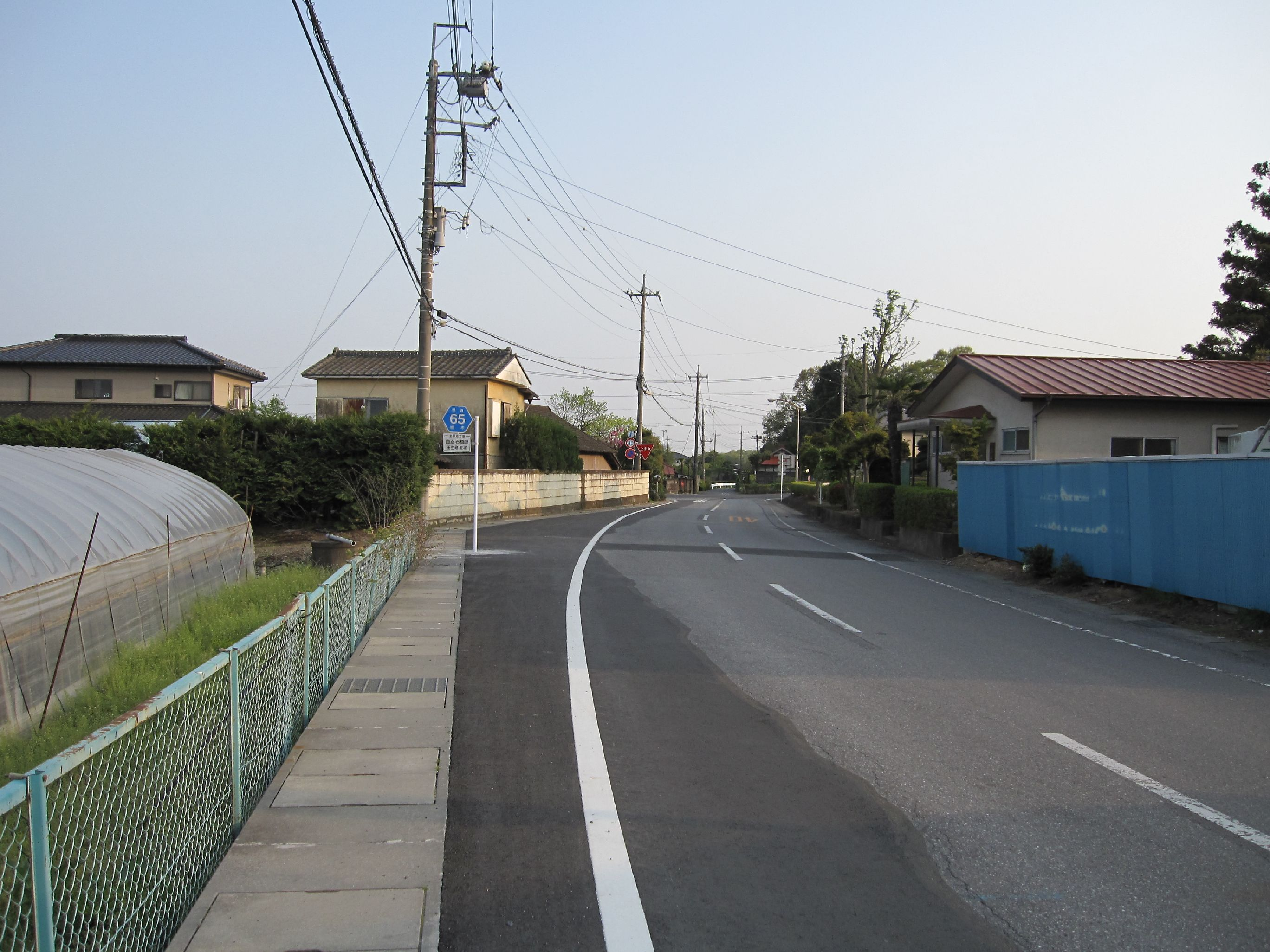
壬生町安塚付近
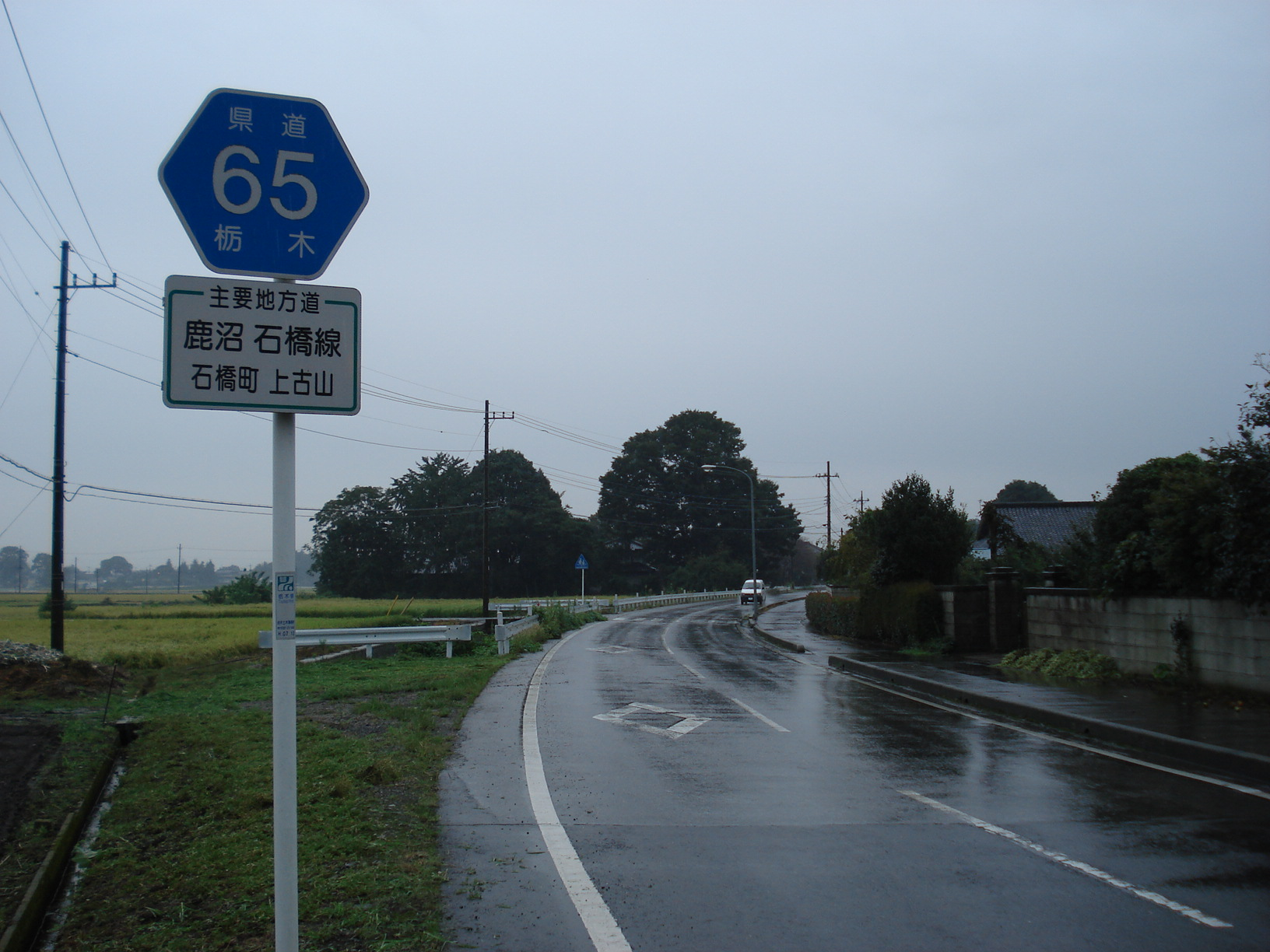
下野市上古山付近
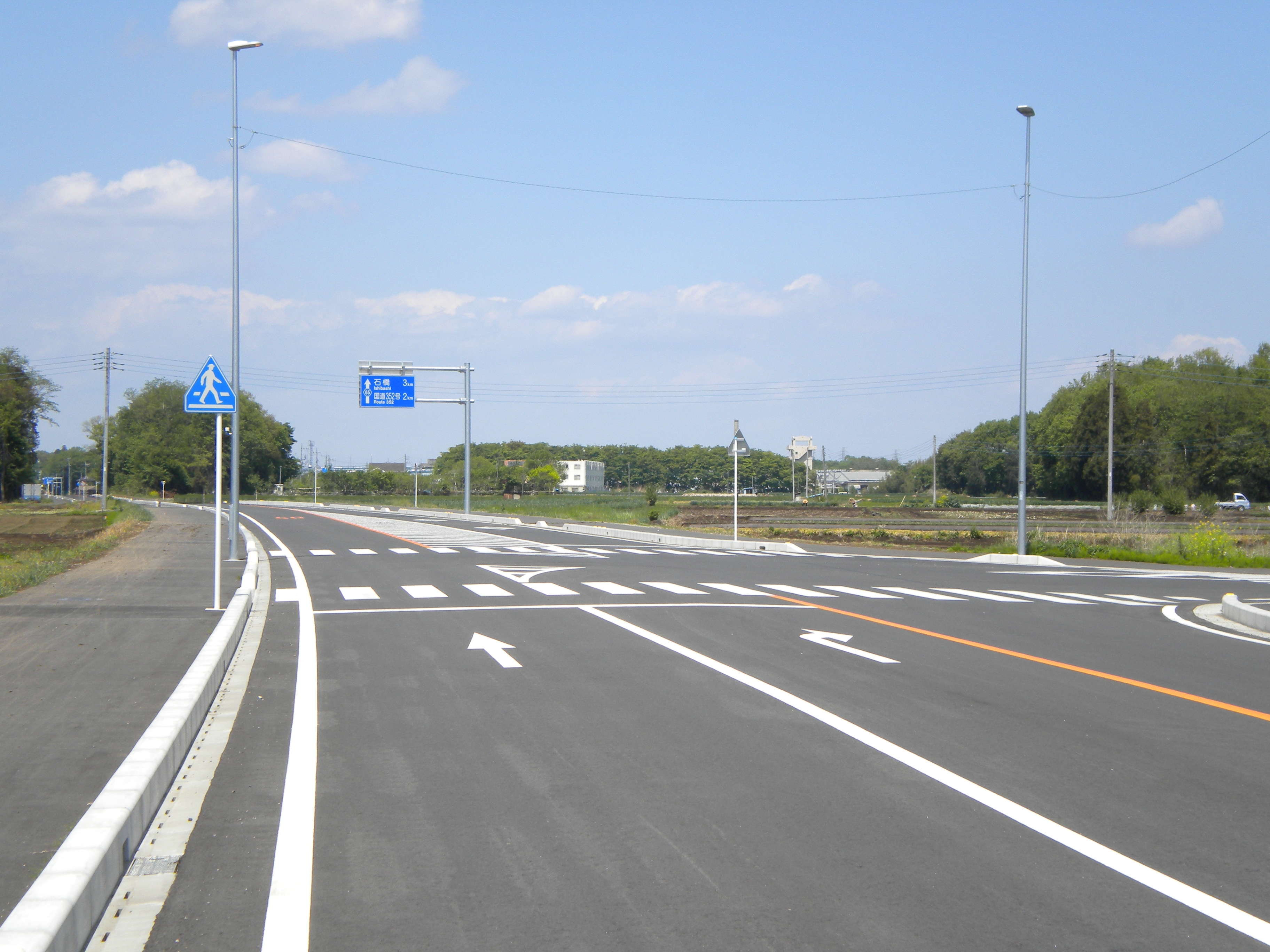
下野市小金井付近